# Arrondissement di Strasburgo-Campagna
L'arrondissement di Strasburgo-Campagna è una suddivisione amministrativa francese, situata nel dipartimento del Basso Reno e nella regione del Grand Est.

## Composizione
L'arrondissement raggruppa 104 comuni in 8 cantoni:
- cantone di Bischheim
- cantone di Brumath
- cantone di Geispolsheim
- cantone di Hochfelden
- cantone di Illkirch-Graffenstaden
- cantone di Mundolsheim
- cantone di Schiltigheim
- cantone di Truchtersheim